# مرک‌سام
مرک‌سام (به لاتین: Merksem) یک منطقهٔ مسکونی در بلژیک است که در آنتورپ واقع شده‌است. مرک‌سام ۴۴٬۴۵۷ نفر جمعیت دارد.